# نيو رودز
نيو رودز (لويزيانا) (بالإنجليزية: New Roads, Louisiana)‏ هي مدينة تقع في الولايات المتحدة في لويزيانا. يقدر عدد سكانها بـ 4,831 نسمة .

## التركيبة السكانية
حدّد مكتب تعداد الولايات المتحدة بيانات التركيبة السكانية لنيو رودز في تعداد الولايات المتحدة. في ما يلي، التركيبة السكانية حسب تعدادي 2000 و2010.

### تعداد عام 2000
بلغ عدد سكان نيو رودز 4,966 نسمة بحسب تعداد عام 2000، وبلغ عدد الأسر 1,818 أسرة وعدد العائلات 1,243 عائلة مقيمة في المدينة. في حين سجلت الكثافة السكانية 418.4 نسمة لكل كيلومتر مربع (1,083.7/ميل2). وبلغ عدد الوحدات السكنية 2,044 وحدة بمتوسط كثافة قدره 172.2 لكل كيلومتر مربع (446.0/ميل2).
وتوزع التركيب العرقي للمدينة بنسبة 38.99% من البيض و59.32% من الأمريكيين الأفارقة و0.22% من الأمريكيين الأصليين و0.79% من الأمريكيين ذوي الأصول الآسيوية و0.16% من الأعراق الأخرى و0.52% من عرقين مختلطين أو أكثر و0.62% من الهسبانيون أو اللاتينيون من أي عرق.
بلغ عدد الأسر 1,818 أسرة كانت نسبة 39.8% منها لديها أطفال تحت سن الثامنة عشر تعيش معهم، وبلغت نسبة الأزواج القاطنين مع بعضهم البعض 40.4% من أصل المجموع الكلي للأسر، ونسبة 23.6% من الأسر كان لديها معيلات من الإناث دون وجود شريك،  بينما كانت نسبة 4.3% من الأسر لديها معيلون من الذكور دون وجود شريكة وكانت نسبة 31.6% من غير العائلات. تألفت نسبة 28.8% من أصل جميع الأسر من عدة أفراد يعيشون في نفس المنزل ونسبة 14.7% كانت تتألف من شخص يعيش بمفرده يبلغ من العمر 65 عاماً أو أكثر. وبلغ متوسط حجم الأسرة المعيشية 2.61، أما متوسط حجم العائلات فبلغ 3.24.
بلغ العمر الوسطي للسكان 37.8 عاماً. وكانت نسبة 27.4% من القاطنين تحت سن الثامنة عشر، وكانت نسبة 9% بين الثامنة عشر والرابعة والعشرين عاماً، ونسبة 23.9% كانت واقعةً في الفئة العمرية ما بين الخامسة والعشرين والرابعة والأربعين عاماً، ونسبة 20.6% كانت ما بين الخامسة والأربعين والرابعة والستين، ونسبة 14.4% كانت ضمن فئة الخامسة والستين عاماً فما فوق. يوجد لكل 100 أنثى 85.3 ذكر، ويوجد لكل 100 أنثى في الثامنة عشر من عمرها فما فوق 77.7 ذكر.
بلغ متوسط دخل الأسرة في المدينة 32,609 دولارًا، أما متوسط دخل العائلة فبلغ 44,301 دولارًا. وكان متوسط دخل الذكور 38,304 دولارًا مقابل 21,722 دولارًا للإناث. وسجل دخل الفرد الخاص بالمدينة 20,992 دولارًا. وكانت نسبة 15.8% من العائلات ونسبة 18% من السكان تحت خط الفقر، وكان من هؤلاء نسبة 24.8% تحت سن الثامنة عشر ونسبة 12.4% في الخامسة والستين من العمر وما فوق.

### تعداد عام 2010
بلغ عدد سكان نيو رودز 4,831 نسمة بحسب تعداد عام 2010، وبلغ عدد الأسر 2,020 أسرة وعدد العائلات 1,223 عائلة مقيمة في المدينة. في حين سجلت الكثافة السكانية 407 نسمة لكل كيلومتر مربع (1,054.1/ميل2). وبلغ عدد الوحدات السكنية 2,325 وحدة بمتوسط كثافة قدره 195.9 لكل كيلومتر مربع (507.4/ميل2).
وتوزع التركيب العرقي للمدينة بنسبة 39.27% من البيض و58.64% من الأمريكيين الأفارقة و0.12% من الأمريكيين الأصليين و0.60% من الأمريكيين ذوي الأصول الآسيوية و0.77% من الأعراق الأخرى و0.60% من عرقين مختلطين أو أكثر و1.57% من الهسبانيون أو اللاتينيون من أي عرق.
بلغ عدد الأسر 2,020 أسرة كانت نسبة 29.4% منها لديها أطفال تحت سن الثامنة عشر تعيش معهم، وبلغت نسبة الأزواج القاطنين مع بعضهم البعض 33.8% من أصل المجموع الكلي للأسر، ونسبة 21.5% من الأسر كان لديها معيلات من الإناث دون وجود شريك،  بينما كانت نسبة 5.2% من الأسر لديها معيلون من الذكور دون وجود شريكة وكانت نسبة 39.5% من غير العائلات. تألفت نسبة 35.2% من أصل جميع الأسر من عدة أفراد يعيشون في نفس المنزل ونسبة 17.2% كانت تتألف من شخص يعيش بمفرده يبلغ من العمر 65 عاماً أو أكثر. وبلغ متوسط حجم الأسرة المعيشية 2.33، أما متوسط حجم العائلات فبلغ 3.04.
بلغ العمر الوسطي للسكان 43.9 عاماً. وكانت نسبة 23.2% من القاطنين تحت سن الثامنة عشر، وكانت نسبة 8.6% بين الثامنة عشر والرابعة والعشرين عاماً، ونسبة 19.6% كانت واقعةً في الفئة العمرية ما بين الخامسة والعشرين والرابعة والأربعين عاماً، ونسبة 29.2% كانت ما بين الخامسة والأربعين والرابعة والستين، ونسبة 19.4% كانت ضمن فئة الخامسة والستين عاماً فما فوق. وتوزع التركيب الجنسي للسكان بنسبة 45.9% ذكور و54.1% إناث.

## أعلام
- شيلتون فابر
- روبرت لي